# John Thaw
John Edward Thaw (West Gorton, 3 gennaio 1942 – Luckington, 21 febbraio 2002) è stato un attore inglese.

## Biografia
Iniziò a recitare all'inizio degli anni sessanta, e interpretò un ruolo importante, quello dell'impresario teatrale Fred Karno, in Charlot del 1992. Nel 1993 conquistò un British Academy Television Award per il miglior attore per Ispettore Morse.
È stato sposato dal 1964 al 1968 con Sally Alexander, dalla quale ha avuto una figlia, Abigail (attrice).
Nel 1973 sposò Sheila Hancock dalla quale ha avuto un'altra figlia, Joanna.
È morto a 60 anni per un cancro.

## Filmografia parziale

### Cinema
- I cinque disperati duri a morire (The Last Grenade), regia di Gordon Flemyng (1970)
- Frustrazione (Dr. Phibes Rises Again), regia di Robert Fuest (1972)
- La squadra speciale dell'ispettore Sweeney (Sweeney!), regia di David Wickes (1977)
- Sbirri bastardi (Sweeney 2), regia di Tom Clegg (1978)
- Grido di libertà (Cry Freedom), regia di Richard Attenborough (1987)
- Charlot (Chaplin), regia di Richard Attenborough (1992)

### Televisione
- I gialli di Edgar Wallace (The Edgar Wallace Mystery Theatre) – serie TV, episodi 5x03-6x04 (1963-1965)
- Agente speciale (The Avengers) – serie TV, episodio 3x25 (1964)
- Gli invincibili (The Protectors) – serie TV, episodio 2x15 (1973)
- L'ispettore Regan (The Sweeney) – serie TV, 53 episodi (1975-1978)
- Ispettore Morse (Inspector Morse) – serie TV, 33 episodi (1987-2000)

## Doppiatori italiani
- Giorgio Lopez in Grido di libertà
- Cip Barcellini in L'ispettore Regan
- Mario Zucca in Ispettore Morse
- Angelo Nicotra in Charlot